# Czas astronomiczny
Czas astronomiczny – czas słoneczny liczony od chwili górowania słońca. Doba astronomiczna ma swój początek 12 godzin wcześniej niż doba cywilna. 